# Guerra dos trinta e oito anos

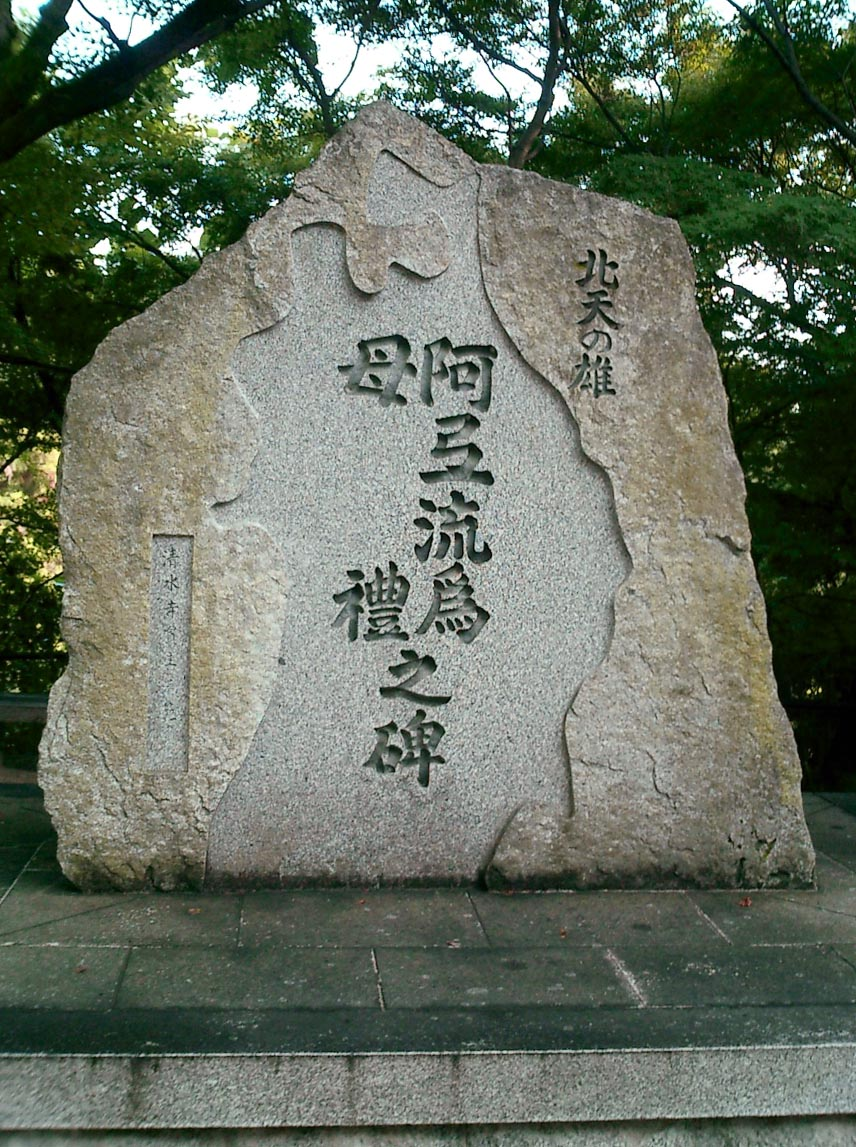
Monumento para homenagear Aterui e More em Kiyomizu-dera, Kyoto

O ano de 774 marcou o início da Guerra dos Trinta e Oito Anos (三十八年戦争) com a deserção de Korehari no kimi Azamaro, um oficial de alta patente Emishi do exército japonês baseado no Castelo de Taga.
No ano de 776  grandes contingentes do exército Yamato invadiram a província de Iwate, atacando as tribos Isawa e Shiwa em fevereiro e novembro daquele ano. Mais confrontos aconteceram nos anos seguintes, principalmente na Província de Dewa e na região sul da província de Iwate. Essa situação continuou até março de 787, quando o exército Yamato sofreu uma desastrosa derrota na Batalha da Vila Sifuse, em Mizusawa, atual Oshu. Lá, More e Aterui, líderes Emishi, no comando um grande contingente de cavalaria, cercaram a infantaria Yamato e os empurraram em direção ao Rio Kitakami, onde as armaduras pesadas das tropas imperiais se tornaram mortais. Mais de mil soldados se afogaram naquele dia. O general japonês Ki no Asami Kosami foi "repreendido" pelo Imperador Kammu quando retornou a Kyoto.
Os Emishi contra-atacaram ao longo de uma ampla frente começando do Castelo Momonohu, aniquilando a guarnição lá antes de destruir diversas fortalezas ao longo de uma linha defensiva estabelecida cuidadosamente na geração passada pelos japoneses, mesmo o Castelo de Taga não foi poupado..
Como os japoneses não conseguiam vencer no campo de batalha, eles apelaram para outros meios a fim de conquistar os Emishis. O comércio de mercadorias de ferro de qualidade e de sake fizeram os Emishi dependentes dos japoneses por esses bens valiosos. Subornos foram oferecidos para os líderes na forma de cidadania japonesa e status, caso eles se rendessem. No final, uma começaram a queimar as plantações e sequestrar mulheres e crianças Emishi para os transferirem para o Japão Ocidental foi adotada. Muitos guerreiros desistiram de lutar para se juntarem a suas famílias. 
Em 801, Sakanoue no Tamuramaro começou uma nova campanha contra os Emishi de Isawa, tendo um relativo sucesso. Finalmente, em 15 de abril de 802, os líderes Emishi More e Aterui rendem-se com cerca de 500 guerreiros. Os capturados foram levados a uma audiência em Kyoto com o imperador e foram decapitados em Moriyama, na Província de Kawachi, contra a vontade do General Sakanoue. Esse ato de crueldade enfureceu os Emishi, levando a mais de 20 anos de combates.
Após a rendição, várias fortalezas de modelo chinês foram construídas ao longo do Rio Kitakami. Em 802, A fortaleza de Isawa foi construída em Mizusawa. Em 803, o Forte Shiwa foi construído onde hoje é a cidade de Morioka e em 812 o Forte Tokutan também foi construído em Morioka.